# Andrea Vaccaro

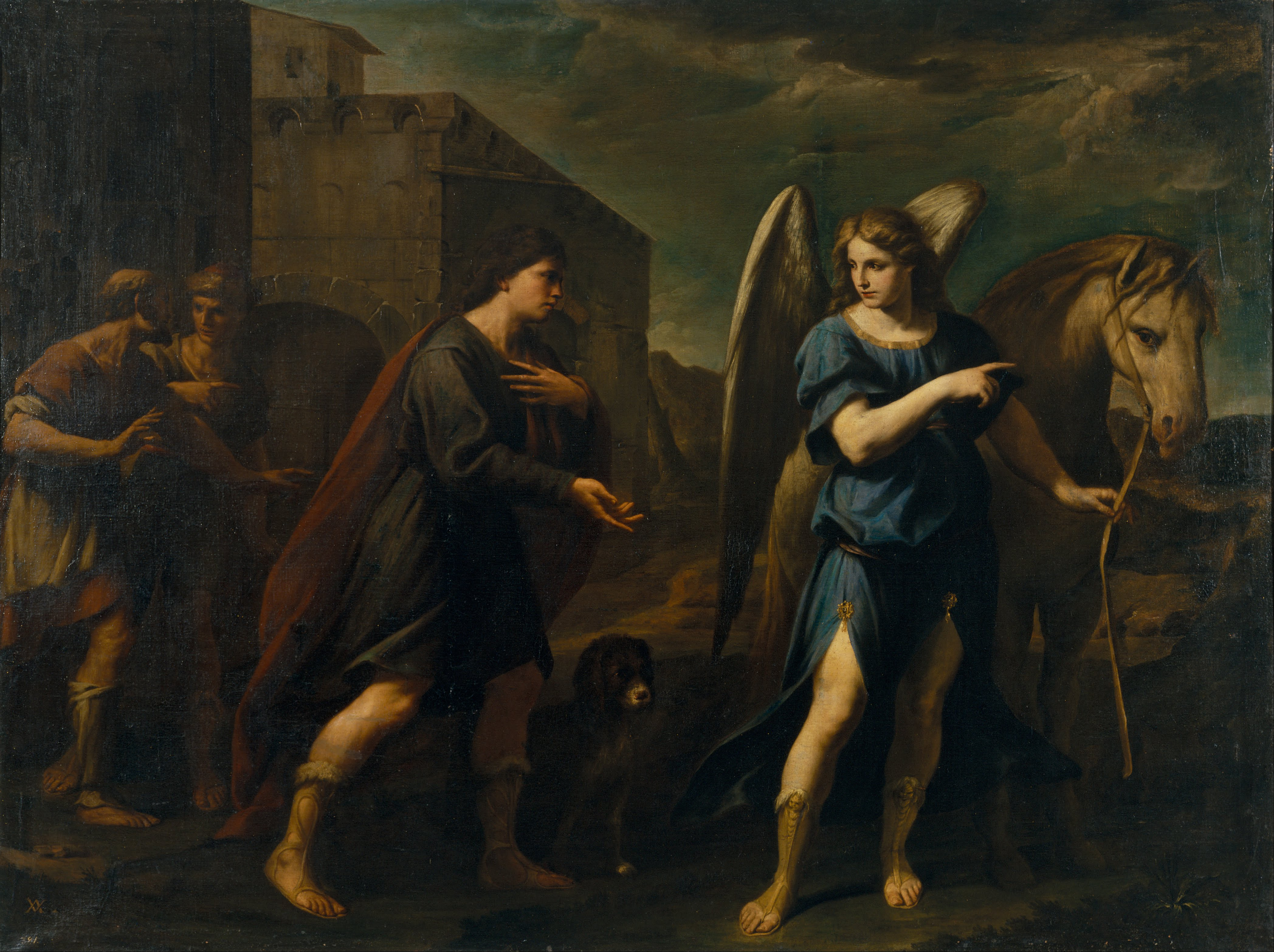
Trobada de Tobies amb l'arcàngel Rafael, conservat al MNAC.

Andrea Vaccaro (Nàpols, 1604 - Nàpols, 1670) fou un pintor italià de l'anomenada Escola napolitana. Va evolucionar des d'un estil tenebrista fins a un altre suavitzat de manera classicista.

## Biografia
Membre d'una família d'artistes, Vaccaro va ser deixeble de Girolamo Imparato, un artista menor de l'últim manierisme. El seu primer estil, de la dècada de 1620, delata influències de Caravaggio i en major mesura dels seus seguidors napolitans, gairebé els únics artistes l'estil del qual va poder conèixer fins que va sortir de Nàpols.
La seva amistat amb Bernardo Cavallino, un viatge a Roma i la influència de Guido Reni i Van Dyck, expliquen que en la seva maduresa temperar el naturalisme amb un classicisme més agradable i de més fàcil sortida comercial.

## Obra
La seva obra es va inspirar en el naturalisme tenebrista de Caravaggio, que va reinterpretar i suavitzar acostant-lo al classicisme. Va assimilar influències diverses, i les seves obres es caracteritzen per les seves figures mesurades i l'absència gairebé total de trets agressius en expressions i gestos, al contrari del que feia Caravaggio.
La majoria de la seva producció es va deure a encàrrecs eclesiàstics, les seves imatges de sants i màrtirs el van convertir en un dels artistes més apreciats per l'Església de l'època de la Contrareforma.
Atès que Nàpols era llavors virregnat d'Espanya, Andrea Vaccaro compta amb una àmplia presència en els museus espanyols. Destaquen diverses obres del Museu del Prado, comTrobada d'Isaac i Rebeca, i diversos llenços sobre la vida de sant Gaietà.
Al Museu Nacional d'Art de Catalunya es conserva el cicle de grans llenços amb la Història de Tobies, clar exponent de la seva fase més classicista.
Al Museu d'Art de Girona dins l'exposició "Fons Museo del Prado", s'hi exposa el quadre Lot embriagat per les seves filles.